# Панахов, Шамшад Таиркули оглы
Шамшад Таиркули оглы (Танрыкули оглы) Панахов (азерб. Şəmşad Tanrıqulu oğlu Pənahov; род. 3 января 1929, Казахский уезд) — советский азербайджанский нефтехимик, Герой Социалистического Труда (1966).

## Биография
Родился 3 января 1929 года в селе Асрик Джырдаган Казахского уезда Азербайджанской ССР (ныне село в Товузском районе).
С 1957 года — аппаратчик, начальник установки, начальник отделения, с 1970 года — заместитель начальника цеха № 2 по технологии Сумгаитского завода синтетического каучука имени 40-летия Советского Азербайджана.
Шамшад Панахов с самого первого дня работы заинтересовался в работе и начал тщательно изучать предмет своего труда, в результате чего проявил себя умелым работником. Начал свои трудовые подвиги аппаратчик с реконструкции колонны, после месяца реконструкции, колонна стала давать втрое больше спирта, чем до реконструкции — 335 тысяч тонн. Панахов проявил себя на работе как смелый рационализатор: например, до 1963 года для нейтрализации паров одной тонны этилового спирта требовалось около 50 килограммов щелочи; в результате предложения Шамшада Панахова, связанного с изменением конструкции нейтрализованной колонны, щелочи стало использоваться вдвое меньше — 25 килограммов, в результате этого работники установки сэкономили государству сотни тысяч рублей. По итогам семилетки установка под управлением Панахова увеличила производство этилового спирта в 7,2 раза, по сравнению с 1952 годом, ежегодно выполняя годовые планы по производству спирта на 108-110 процента.
Указом Президиума Верховного Совета СССР от 28 мая 1966 года за выдающиеся заслуги в выполнении заданий семилетнего плана по увеличению выпуска химической продукции и достижение высоких показателей в работе Панахову Шамшаду Таиркули оглы присвоено звание Героя Социалистического Труда с вручением ордена Ленина и золотой медали «Серп и Молот».
Активно участвовал в общественной жизни Азербайджана. Член КПСС с 1960 года.
С 2002 года — президентский пенсионер.
Панахов — автор книги «Сохраняйте рабочую славу» (1977). Герою Социалистического Труда посвящен телевизионный фильм студии «Азербайджантелефильм» «Азербайджанский каучук», режиссёр — Нураддин Тагиев (1977).